# پورتلیگا

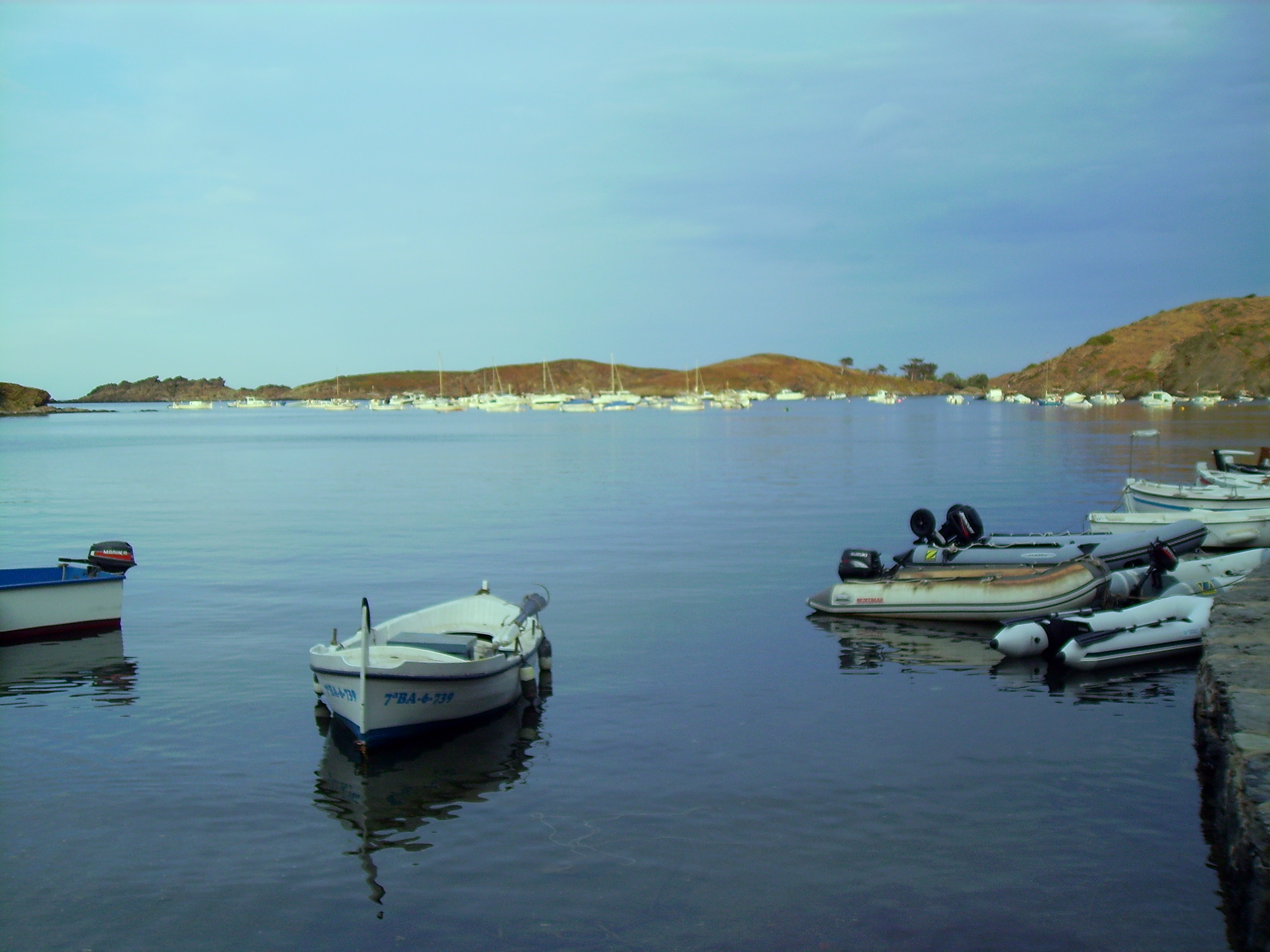
منظره ای از پورتلیگا

پورتلیگا (به اسپانیایی: Portlligat) دهکدهٔ کوچکی است که در یک خلیج کوچک در شبه‌جزیره کپ دو کریوس، در منطقه کاستا براوا در ساحل دریای مدیترانه، در شهرستان کاداکس در الت امپوردا، در کاتالونیا، اسپانیا واقع شده‌است.
این دهکده بعد از نقل مکان و زندگی سالوادور دالی، نقاش سورئالیست، در این روستا، توجه جهانیان را به خود جلب کرد. اکنون منزل وی به خانه موزه سالوادور دالی - پورتلیگا تبدیل شده‌است. مناظر خلیج و جزیره در تعدادی از نقاشی‌های دالی مانند تصلیب و تقدیس شام آخر نمایان شده‌اند.